# Chotěměřice t. Pančava
Chotěměřice t. Pančava (německy Chotomierschitz) jsou osada, část obce Zbraslavice v okrese Kutná Hora. Nachází se jeden kilometr jihozápadně od Zbraslavic, v katastrálním území Zbraslavice o výměře 10,86 km². Osada leží v severozápadní části Hornosázavské pahorkatiny.

## Název
Původní tvar jména Chotěměřice zněl Chotěmiřice a byl odvozen od osobního jména Chotěmír; znamenal tedy „ves lidí Chotěmírových“. Lidově se používá tvar Chotoměřice, který byl v minulosti používán i oficiálně, minimálně v 19. století a počátkem 20. století. Jméno Pančava se objevilo až na konci 19. století (nejpozději v roce 1880 jako Pančova). Bylo to původně posměšné označení, odvozené patrně z výrazu „přišel do Pančavy“ (tj. nic nevyřídil), které souvisí se jménem města Pančevo v Srbsku, jež se stalo známým jako dějiště bitev v letech 1739 a 1849.
Současný oficiální název sídla je „Chotěměřice t. Pančava“. V původním významu se jedná o dvojitý název, neboť v minulosti byla ves označována buď jako Chotěměřice, nebo jako Pančava. Ve statistických lexikonech obcí a jinde proto byly uváděny oba rovnocenné názvy spojené příslovcem „také“, zkracovaném jako „t.“. Hovorově se používá jeden z názvů, dvojice jmen propojená zkratkou „t.“ se ale v pozdějších dobách ustálila jako oficiální název sídla.

## Historie
První písemná zmínka o Chotěměřicích pochází z roku 1388. Od zrušení patrimoniální správy v polovině 19. století je osada součástí Zbraslavic.
Současné Chotěměřice t. Pančava jsou tvořeny zástavbou několika domů a rekreačních chat v údolí západně od Zbraslavic, u soutoku Skalice a Hodkovského potoka, nedaleko silnice III/3367 (tato část byla ve třetině 19. století označována také jako Sklená huť). K osadě také patří dvůr Chotěměřice (čp. 1) s blízkou usedlostí čp. 2, který se nachází ve svahu 1,5 km severozápadně od osady, nad silnicí do Krasoňovic. Součástí osady naopak nejsou bývalé mlýny na Hodkovickém potoce. Penzion s restaurací Pančavský mlýn (čp. 81, dříve Kudláčkův nebo Pilský mlýn) i pila Pančava (čp. 375, dříve Pilský mlýn) jsou součástí Zbraslavic.

## Další fotografie

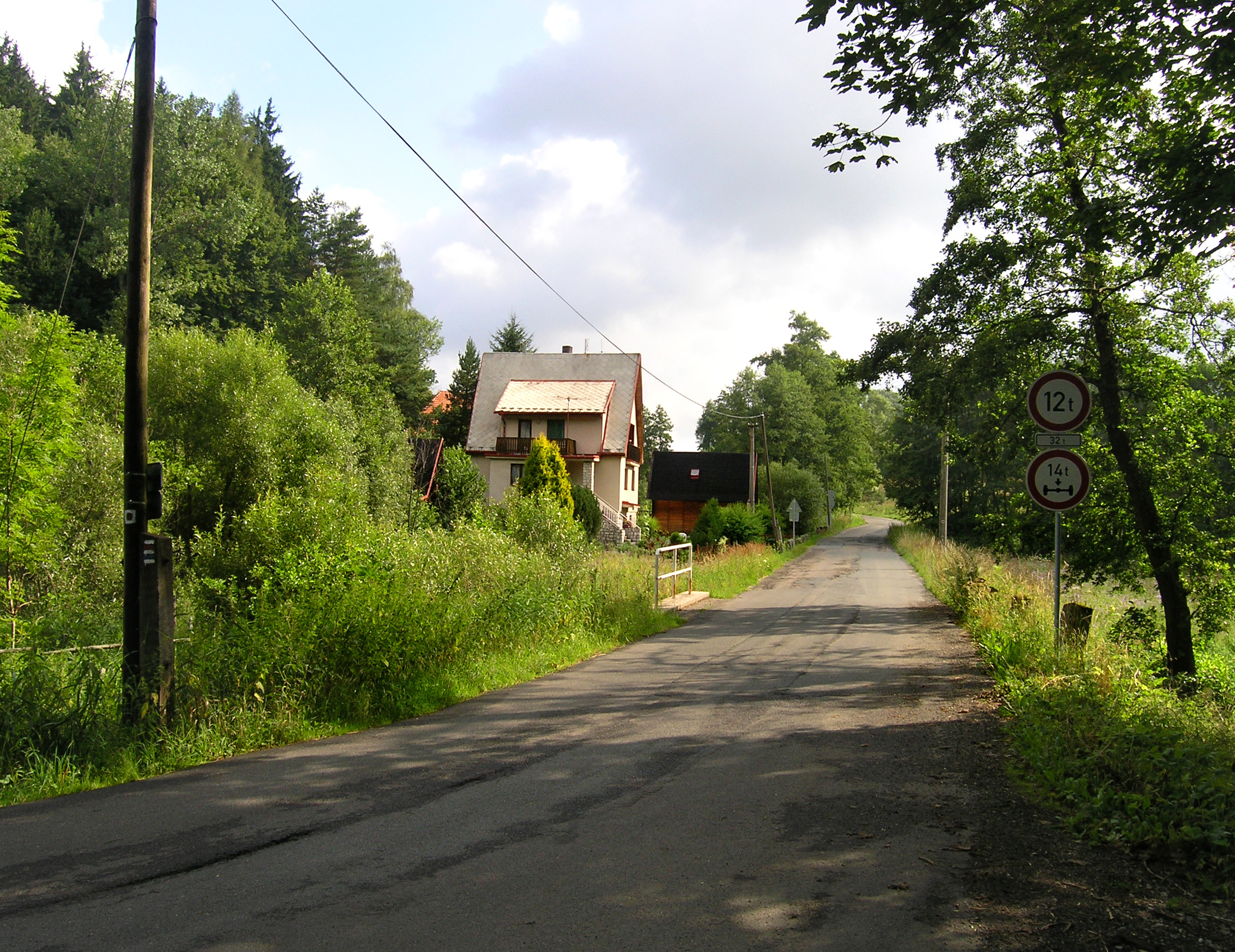
Silnice do Zbraslavic s mostem před Skalici
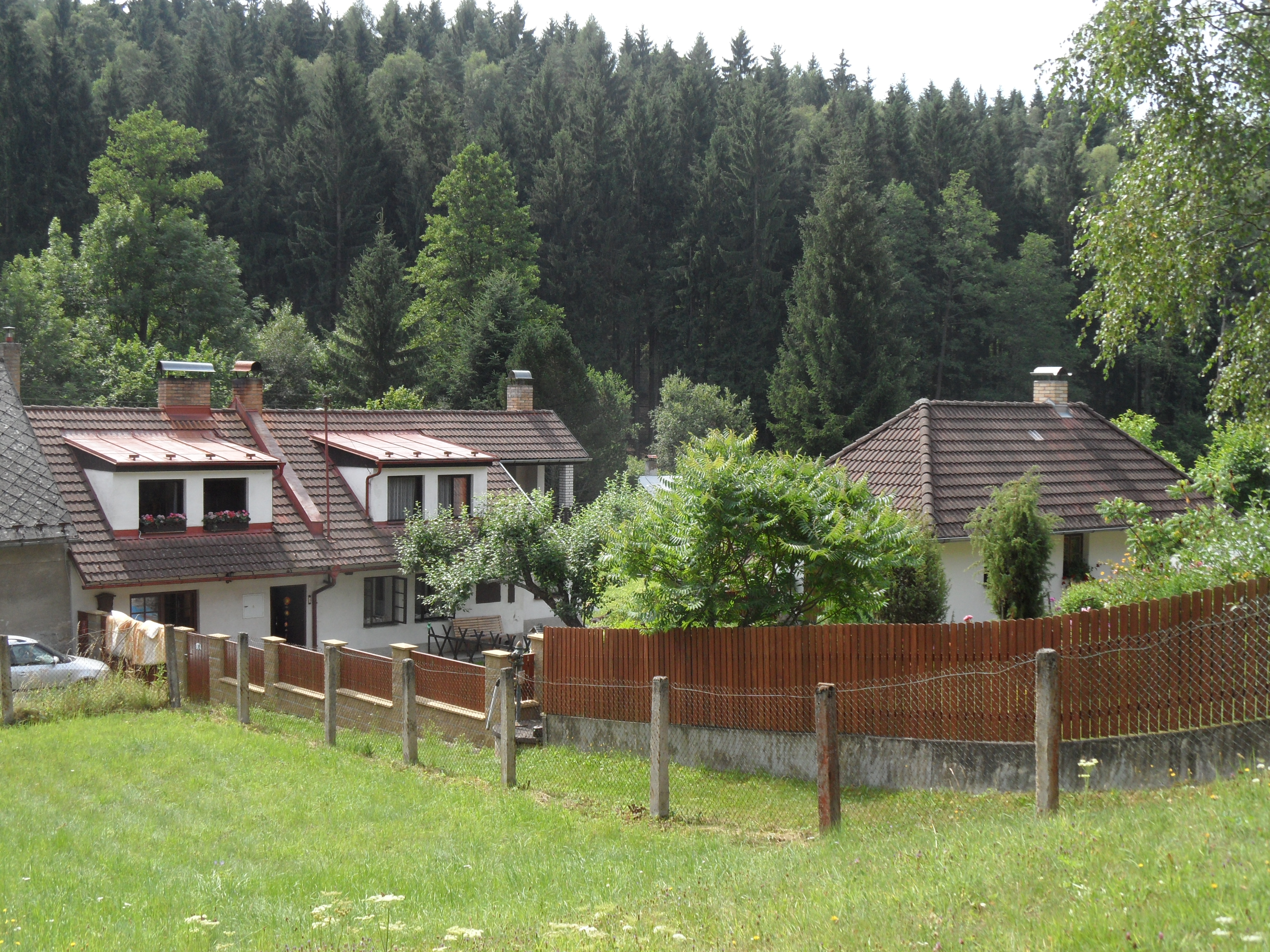
Zástavba v Chotěměřicích
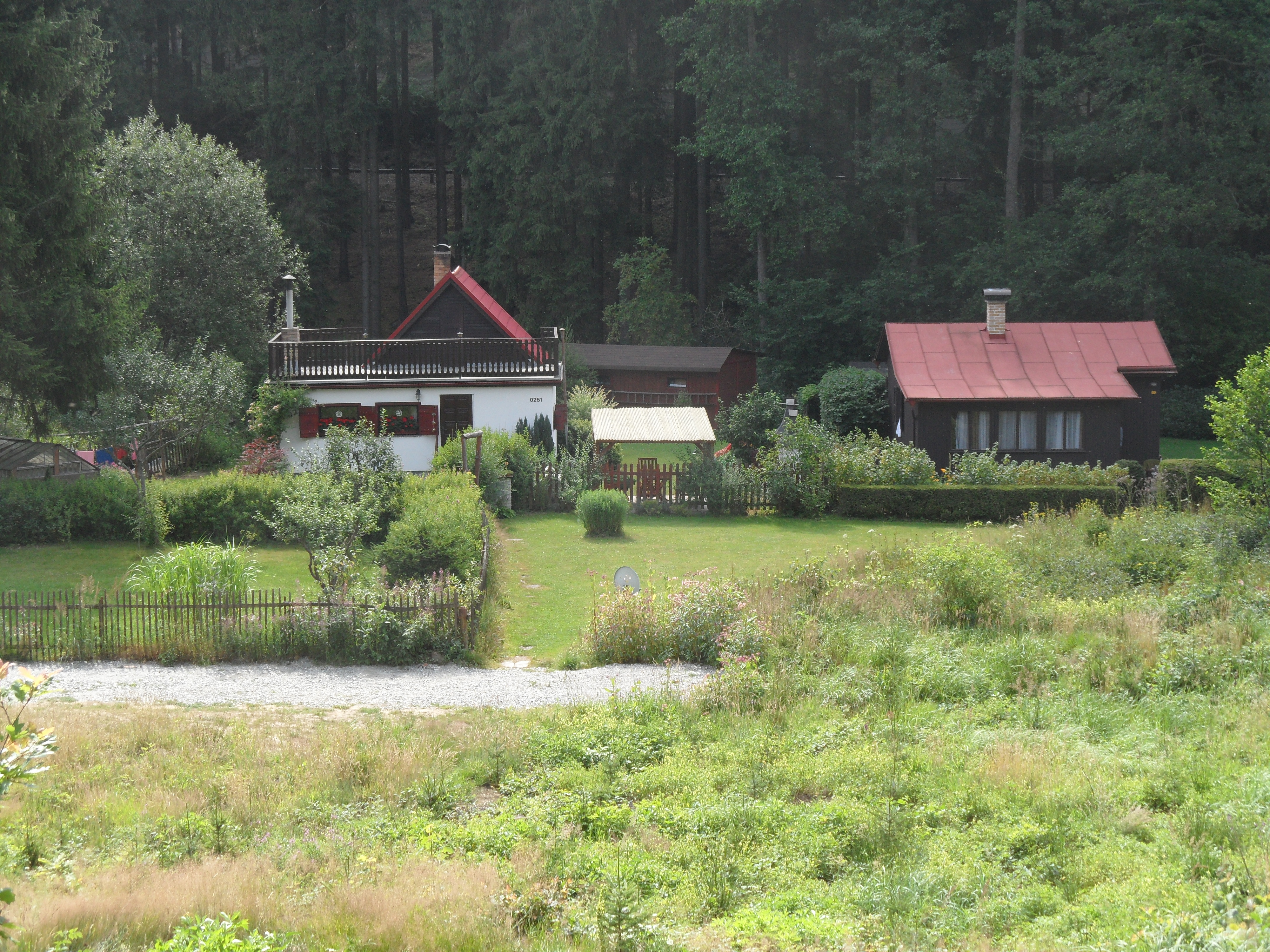
Chaty u Hodkovského potoka